# Вида (футбольный клуб)
Спортивный и социальный клуб «Ви́да» (исп. Club Deportivo y Social Vida) — гондурасский футбольный клуб из города Ла-Сейба (департамент Атлантида). В настоящий момент выступает в Лиге Насьональ, сильнейшем дивизионе Гондураса. «Вида» — двукратный чемпион Гондураса.

## История
Клуб основан 14 октября 1940 года под названием «Сальвавида» (в переводе — «Спасательный круг»). Его основателями были Грегорио Рамос, Хосе Ламелас и Валентин Васкес. «Сальва вида» (Salva Vida) — это название популярного в Гондурасе товарного знака пива, принадлежащего компании «Сервесерия ондуренья» (Cervecería Hondureña, SA). Компания была основана Сальвадором Вакаро и Висенте Д’Антони, и название пиву было дано путём создания слоговой аббревиатуры из имён основателей. Компания стала спонсировать футбольную команду, которая сначала называлась так же, как и пиво, поэтому возникла необходимость в смене названия. Этому способствовал инцидент, когда тренерский штаб и футболисты спасли тонущую женщину, которую звали Вида Коде де Кастаньеда. Когда Вида упала с лодки, Грегорио Рамос выкрикнул: «¡Un salvavida para Vida!» («„Спасательный круг“ / „Сальвавида“ для Виды!»). После этого было принято решение переименовать футбольную команду в Спортивный клуб «Вида» (Club Deportivo Vida), что в переводе испанского означает «Жизнь».
В 1962 году «Вида» стала победителем любительского чемпионата Гондураса, однако в стране признаются только профессиональные чемпионаты, проводящиеся с сезона 1965/66. В том же 1962 году название клуба было изменено на современное — Спортивный и социальный клуб «Вида», чтобы подчеркнуть значимость команды для местной общественности.
Впервые чемпионом Гондураса «Вида» стала в 1982 году, повторив это достижение спустя два года. Кроме того, команда трижды становилась вице-чемпионом страны в сезонах 1971/72, 1984/85 и 1985/86. Таким образом, 1980-е годы стали «золотым десятилетием» в истории клуба. После этого команда ни разу не добиралась до финала плей-офф чемпионата Гондураса.
Домашние матчи клуб проводит на стадионе «Нильмо Эдвардс», вмещающем 18 000 зрителей. «Вида» занимает шестое место в суммарной таблице чемпионатов Гондураса за всю историю.

## Достижения
- Чемпион Гондураса (2): 1981/82, 1983/84
- Вице-чемпион Гондураса (3): 1971/72 , 1984/85, 1985/86